# Assaba
Assaba (Arabisch: ولاية لعصابة) is een regio in het zuiden van Mauritanië. De regio heeft een oppervlakte van 36.600 km² en een inwonersaantal van ruim 270.000 in 2005. De regionale hoofdstad is Kiffa.

## Grenzen
De regio Assaba grenst met één buurland van Mauritanië:
- De regio Kayes van Mali in het zuiden.

Anders grenst de regio met vijf buurregio's:
- Tagant in het noorden.
- Hodh El Gharbi in het oosten.
- Guidimakha in het uiterste zuidwesten.
- Gorgol in het zuidwesten.
- Brakna in het noordwesten.

## Districten
De regio is onderverdeeld in vijf departementen:
- Barkéol
- Boumdeïd
- Guérou

- Kankossa
- Kiffa

Adrar · Assaba · Brakna · Dakhlet Nouadhibou · Gorgol · Guidimakha · Hodh Ech Chargui · Inchiri · Nouakchott · Tagant · Tiris Zemmour · Trarza · Nouakchott (district)